# 帕卡圖巴 (塞爾希培州)
10°27′10″S 36°39′03″W / 10.45278°S 36.65083°W
帕卡圖巴（葡萄牙語：Pacatuba），是巴西的城鎮，位於該國東北部，由塞爾希培州負責管轄，始建於1953年，面積364平方公里，海拔高度87米，2010年人口13,137，人口密度每平方公里36.11人。